# Јужна стратегија
Термин јужна стратегија (енгл. Southern strategy), у политици САД, односи се на стратегију Републиканске странке за освајање избора на Југу Сједињених Америчких Држава, а која се ослањала на расизам и страх од безакоња који су тада преовладавали међу белим гласачима на Југу. Стратегија је такође подразумевала играње на карту страха од раста моћи федералне власти у друштвеним и економским питањима (ово се обично називало борбом за „права држава”). Иако је Солидни југ био дугогодишње снажно упориште Демократске странке због чињенице да је Демократска странка подржавала ропство пре Америчког грађанског рата а након тога и сегрегацију, многи белци на Југу су престали подржавати Демократску странку након што је странка у кампањи из 1948. подржала Афроамерички покрет за грађанска права, затим Закон о грађанским правима из 1964, Закон о праву гласа из 1965. и потпуну десегрегацију.
Стратегија је први пут прихваћена половином шездесетих година 20. века, а користили су је будући председник САД Ричард Никсон и републикански сенатор Бери Голдвотер. Стратегија је донекле била успешна јер је допринела изборном престројавању јужних држава које су почеле да подржавају Републиканску странку. Цена овога је био губитак више од деведесет одсто црних гласача, као и губитак великог броја гласова у другим деловима САД. Од краја 20. века, Републиканска странка поново покушава да привуче гласове Афроамериканаца, али са малим успехом. Председник Републиканског националног комитета Кен Мелман се 2005. формално извинио због коришћења „јужне стратегије” у 20. веку.